# 大石良次
大石 良次（おおいし よしつぎ、寛永5年（1628年） - 享保3年5月19日（1718年6月17日））は、江戸時代前期から中期の讃岐国高松藩士。
常陸国笠間藩（赤穂藩への移封前）浅野家の筆頭家老大石良勝の五男として生まれる。母は大石良定の三女。兄に大石良欽（赤穂藩筆頭家老1500石）、大石良重（赤穂藩家老450石）、奥村具知（富山藩家老800石）、小山良秀（赤穂藩士300石）がいる。姉に進藤長定（公家近衛家の諸大夫）の室、妹に進藤俊順（赤穂藩士。進藤俊式の父）の室がいる。庶子であるため、分家して讃岐高松藩に300石で仕えるようになった。
享保3年（1718年）に高松において死去。享年91。実相寺に葬られた。戒名は大機院白堂全桂。